# Pierre d'Aubusson
Pierre d'Aubusson, né en 1423 au château du Monteil (aujourd'hui Le Monteil-au-Vicomte dans la Creuse), mort en 1503 à Rhodes, fut le 40e grand maître des Hospitaliers de l'ordre de Saint-Jean de Jérusalem, cardinal et légat du pape en Asie. Il fut surnommé le « bouclier de la chrétienté ».

## Un chevalier de Rhodes

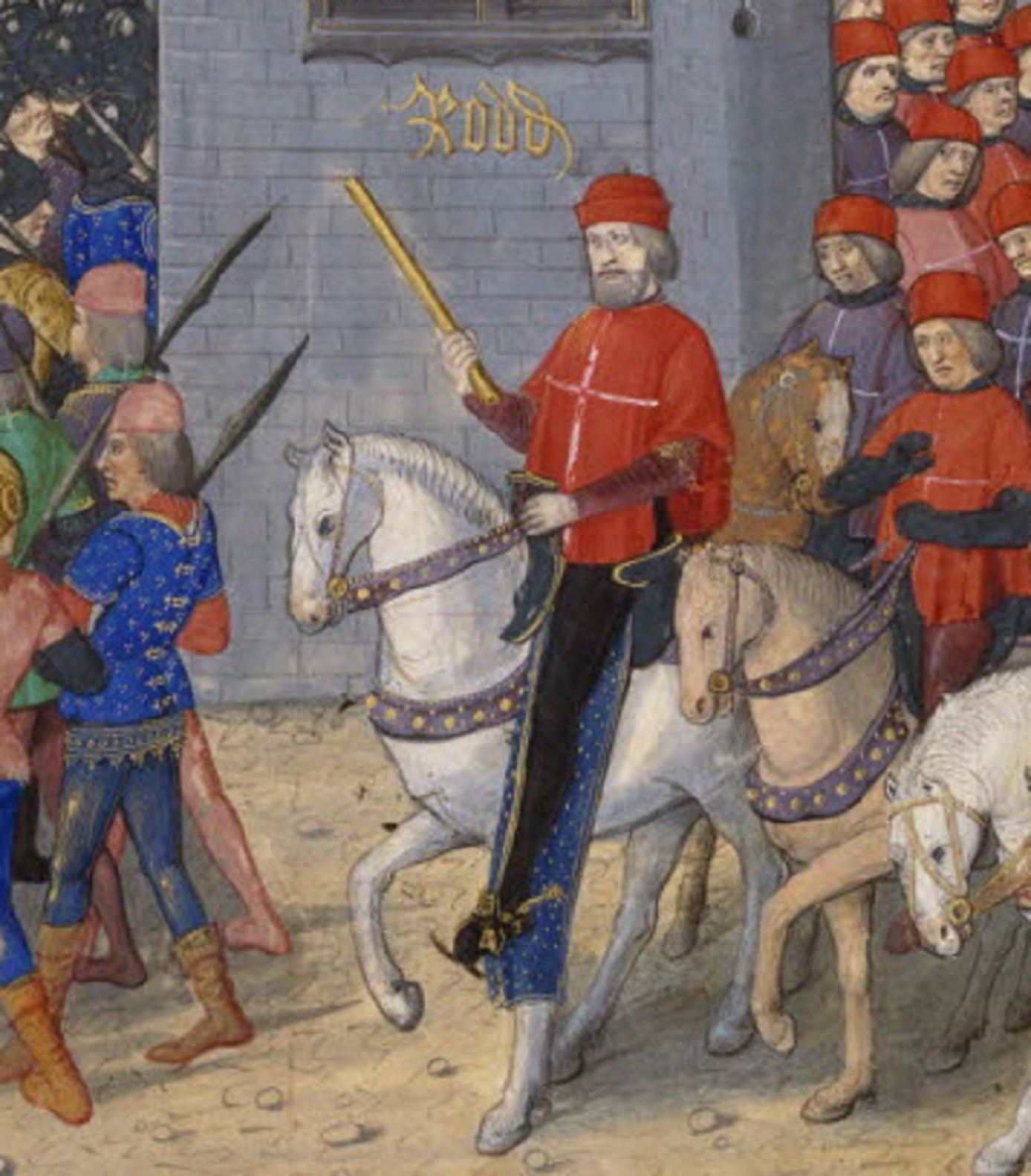
Inspection des troupes par Pierre d'Aubusson, miniature des Gestorum Rhodie obsidionis commentarii, par le Maître du Cardinal de Bourbon (1482).

Pierre d'Aubusson est le cinquième fils de Rainaud, seigneur du Monteil, puis de La Borne, issu de l'ancienne dynastie des vicomtes d'Aubusson. Ses quatre frères sont : Antoine d'Aubusson, Hugues d'Aubusson, évêque de Tulle, Louis d'Aubusson, évêque de Tulle après son frère et Guichard d'Aubusson, successivement évêque de Couserans, de Cahors et de Carcassonne.
Les informations concernant la jeunesse de Pierre d'Aubusson, dues au Père Bouhours (1677), ne sont pas crédibles.
Pierre d'Aubusson est admis dans l'ordre des Hospitaliers de Jérusalem au grand prieuré de Bourganeuf en 1444, et vraisemblablement reçu comme chevalier l'année suivante à Rhodes où il réside de façon quasi permanente jusqu'à sa mort. Il effectue en 1456 une mission en France, auprès du roi Charles VII, qu'il convainc de participer à la défense de Rhodes. Le monarque lui fait compter la somme de 16 000 écus d'or, qu'Aubusson utilisera pour l'achat d'armes et d'artillerie.
Nommé commandeur de Salins (1454),  commandeur de Nabeyron en 1465 (dans la vicomté d'Aubusson, près de Crocq), puis prieur de Lureuil (1472), il gagne la confiance des grands maîtres successifs, qu'il supplée ou assiste notamment dans la direction des travaux de fortification de la cité, de l'île de Rhodes et des forteresses du Dodécanèse. En janvier 1476, il devient prieur de Bourganeuf de la Langue d'Auvergne, succédant à Jehan Cottet, qui exerçait cette fonction depuis 1450. Le 17 juin 1476, par un vote unanime des dignitaires du conseil de l'Ordre, Aubusson devient le quarantième grand maître des Hospitaliers, en remplacement de Giovanni Battista Orsini.

## Le grand siège

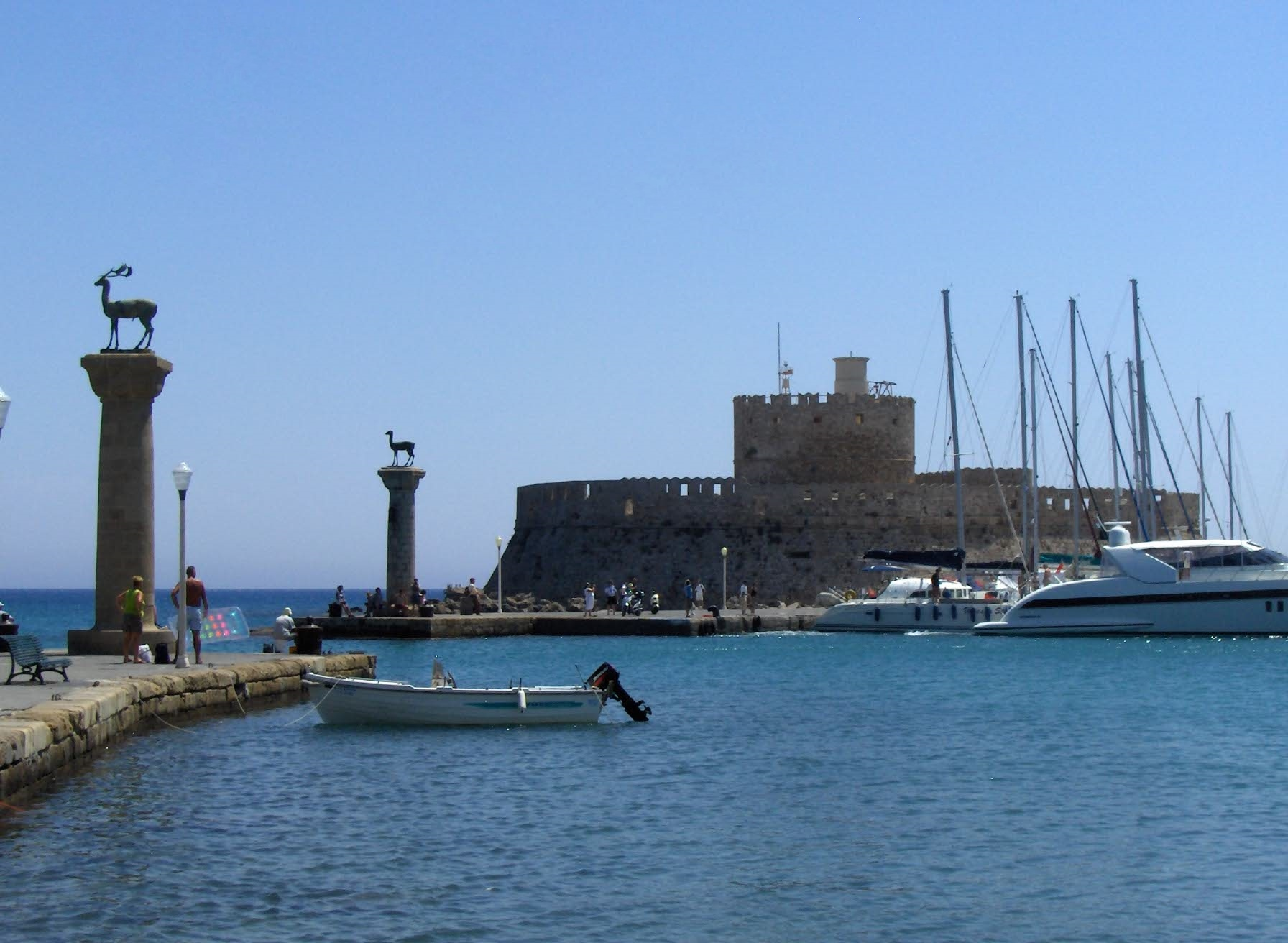
Le port Mandraki et le fort Saint-Nicolas.

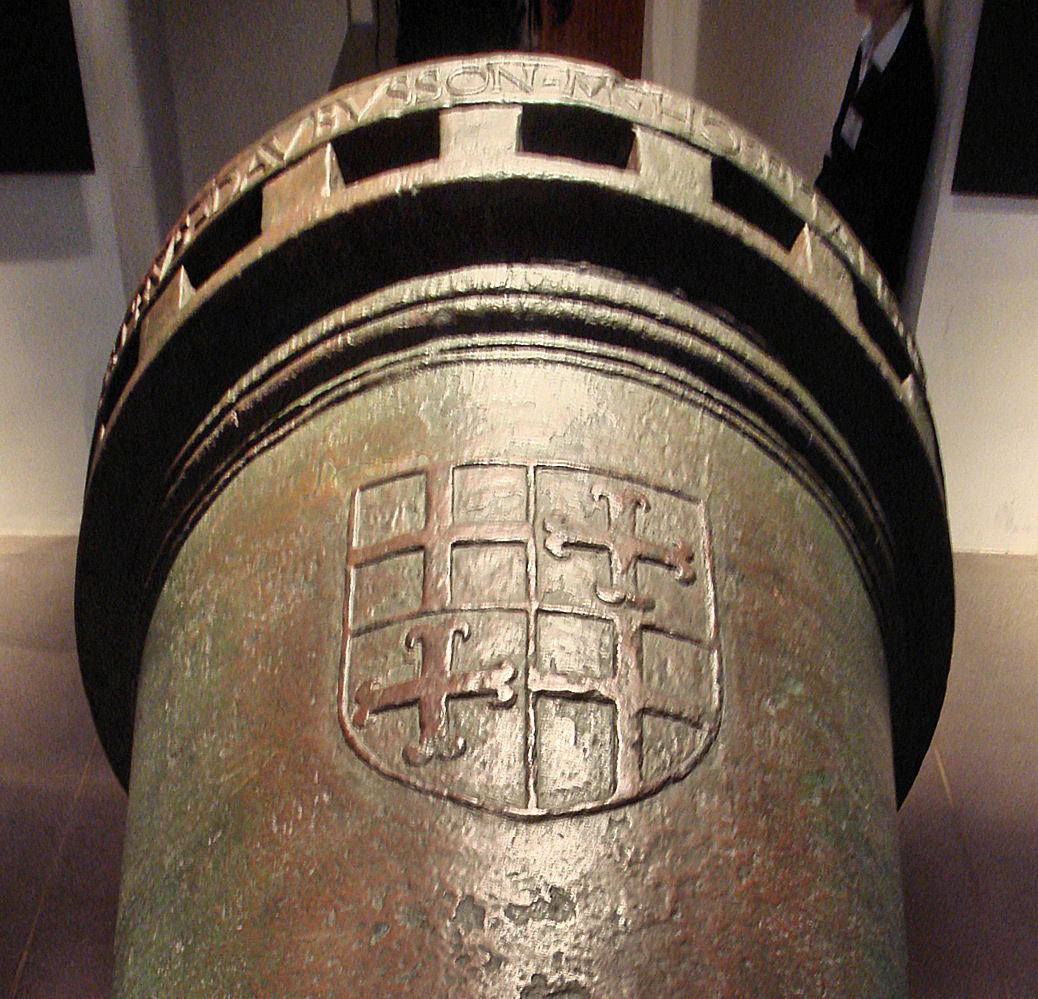
Armes de Pierre d'Aubusson sur la bombarde-mortier d'Aubusson (Musée de l'Armée, Paris).

En juin 1480 sur l'ordre exprès de Méhmet II, conquérant de Constantinople, une armée turque de 50 000 à 60 000 combattants met le siège devant Rhodes. À deux reprises, les Turcs échouent dans leurs assauts contre le fort Saint-Nicolas, clef de la défense de Rhodes. Lors du troisième assaut contre une muraille du quartier juif, à l'est de la ville, (fin juillet), les Ottomans parviennent à prendre pied à l'intérieur des fortifications, mais ils sont repoussés au terme d'un combat acharné de part et d'autre. Pierre d'Aubusson paie largement de sa personne, et a été blessé à trois reprises. Un second assaut turc est balayé par des salves de l'artillerie apportée en renfort.
Les Ottomans lèvent le siège du 15 au 18 août après avoir perdu au moins 9 000 hommes dans les combats et à la suite d'une épidémie de dysenterie.

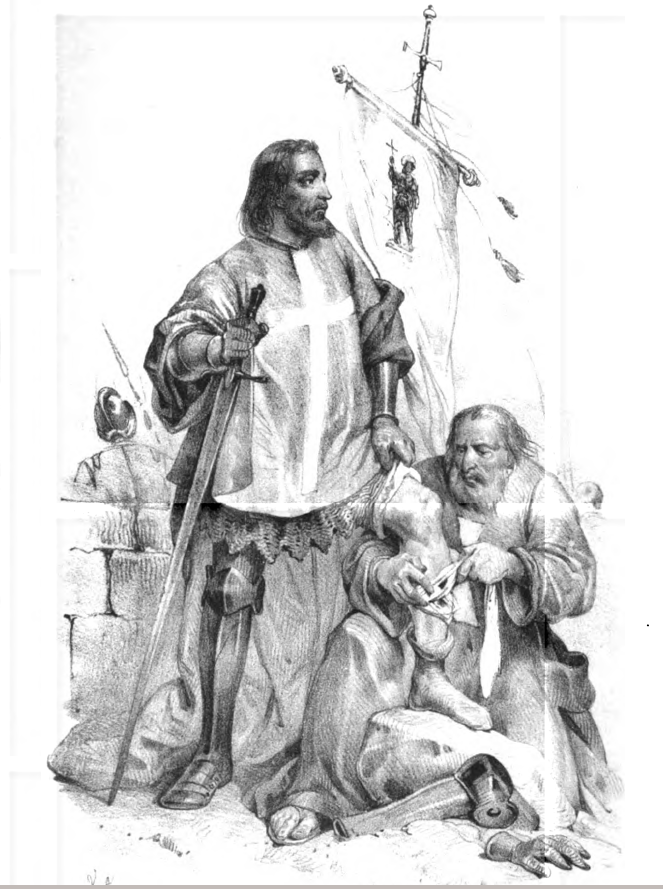
Pierre d'Aubusson blessé au combat. Illustration issue de Les marins illustres de la France, Léon Guérin, Belin-Leprieur, 1845.

## L'histoire de Djem sultan

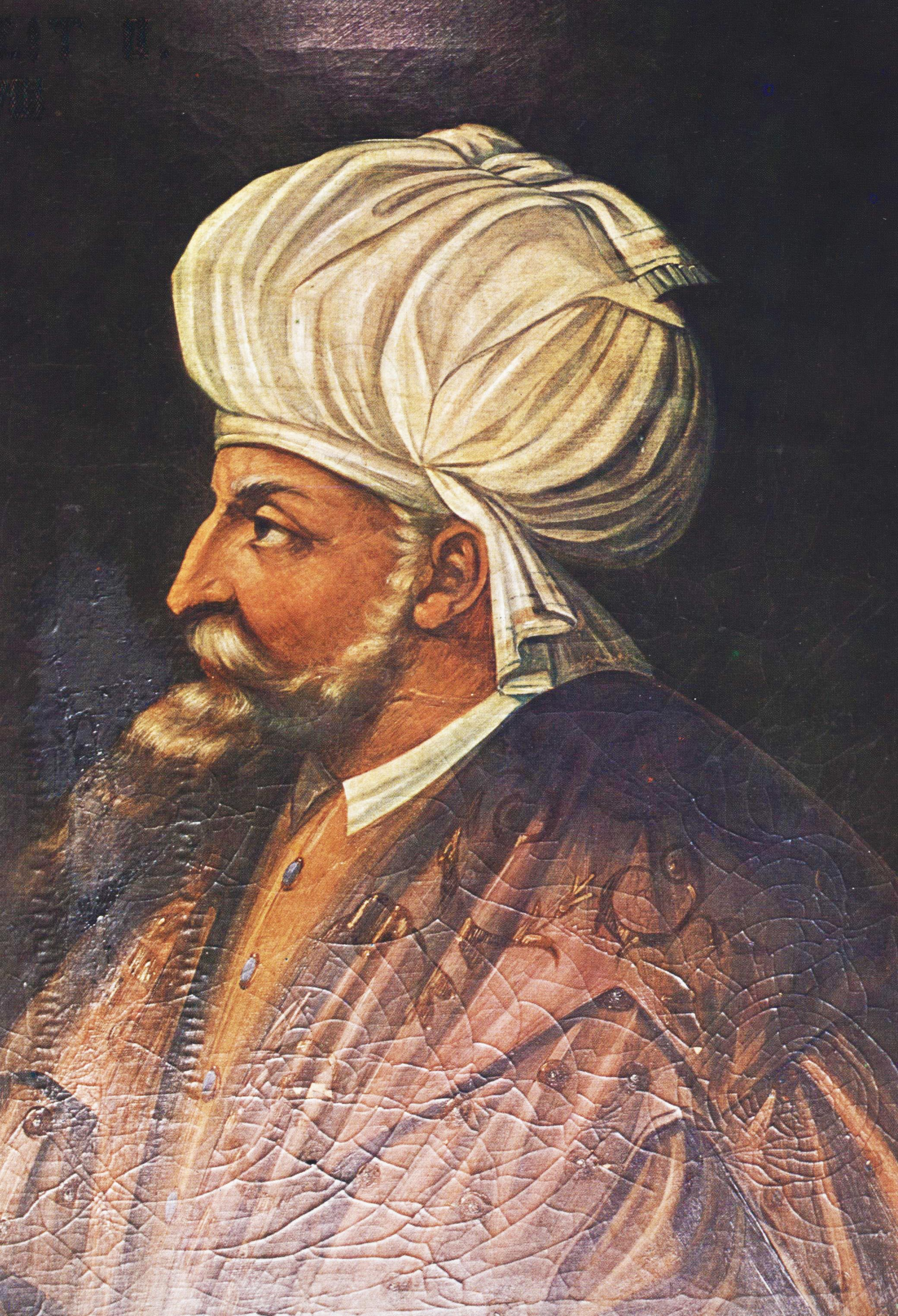
Le sultan Bajazet II

Méhmet II meurt en mai 1481. Ses deux fils, Bajazet (Bayazîd) et Djem (nom que les Européens déformeront en "Zizim") se disputent sa succession. Djem est vaincu à deux reprises. Pour échapper au sort qui lui est promis, il demande asile auprès de Pierre d'Aubusson à Rhodes. Reçu comme un "hôte" le 30 juillet 1482, il sera en fait traité comme un otage. Pierre d'Aubusson le confie à son neveu, Guy de Blanchefort, qui lui a succédé à la tête du grand prieuré d'Auvergne, afin de le convoyer en Europe. Après avoir séjourné dans diverses commanderies des langues de Provence et d'Auvergne, Djem sera claquemuré à partir de 1486 dans la tour spécialement construite à son intention au grand prieuré de Bourganeuf, que l'on connaît depuis lors sous le nom de tour Zizim. Bajazet a proposé aux Hospitaliers, qui l'ont accepté, de verser une pension de 40 000 ducats pour l'entretien de son frère (autrement dit pour qu'il soit placé sous bonne garde). Divers souverains européens se disputent en effet Djem, qu'ils considèrent comme un moyen de pression sur Bajazet pour contenir l'expansion de l'empire ottoman.
Des négociations sont engagées en 1486 à Rome entre les mandataires de Pierre d'Aubusson, au premier rang desquels son vice chancelier, Guillaume Caoursin, et le pape Innocent VIII. En échange du titre de cardinal et légat du pape en Asie conféré à Pierre d'Aubusson, de la remise des biens de deux ordres religieux militaires[Lesquels ?] récemment dissous, et de la promesse du pape de ne plus intervenir dans les nominations aux dignités de l'ordre des Hospitaliers, Djem sera remis à Innocent VIII. Il quitte Bourganeuf le 10 novembre 1488 et arrive le 13 mars 1489 à Rome où il aura pour résidence le château Saint-Ange. Bajazet fera bientôt proposer au pape Alexandre VI Borgia de faire « délivrer Djem des angoisses de ce monde » moyennant le versement de la somme colossale de 300 000 ducats, mais le pape ne donnera aucune suite à cette requête.
C'est le roi de France, Charles VIII, entré en Italie en 1494, qui se fera confier Djem en vue d'une hypothétique « croisade » contre le sultan en Grèce. Djem mourra à Capoue en 1495 dans des conditions mal élucidées (l'hypothèse d'un empoisonnement est au demeurant loin d'être établie).
À partir de 1481, Pierre d'Aubusson avait entrepris une réforme des statuts de l'Ordre dont il rétablit les finances, ce qui lui permit de poursuivre les travaux de fortifications de Rhodes et du Dodécanèse. Pour contrer l'expansion de l'empire ottoman, il ne cessait de presser, mais en vain, les souverains occidentaux d'organiser une croisade. Il conduira lui-même une expédition hardie conjointement avec l'amiral vénitien Loredano en 1501. Leur tentative tournera court en raison du manque de soutien, voire de la défection des Français, des Espagnols et des Génois.
Pierre d'Aubusson est mort à Rhodes le 3 juillet 1503. Il a été inhumé dans l'église Saint-Jean. Son mausolée a été détruit à une époque indéterminée, après la prise de Rhodes par les Turcs en 1523.

## Armoiries
| Armoiries de Pierre d'Aubusson | Les armoiries de Pierre d'Aubusson se blasonnent ainsi : Ecartelé, aux I et IV de la Religion ; aux II et III d'or à une croix ancrée de gueules (qui est d'Aubusson) |